# Someren
Someren  è un comune olandese di 18 249 abitanti situato nella provincia del Brabante Settentrionale.